# Malusińscy
Malusińscy (ang. The Littles, 1983–1985) – kanadyjsko-japońsko-francusko-amerykański serial animowany zrealizowany przez wytwórnię DIC Entertainment.
Premiera serialu miała miejsce w Stanach Zjednoczonych 10 września 1983 roku na amerykańskim kanale ABC. Po raz ostatni serial został wyemitowany 2 listopada 1985 roku. W Polsce serial zadebiutował 19 czerwca 1999 roku na antenie TVN. W późniejszym czasie serial emitowany był na kanałach Fox Kids, Jetix Play, TVP3 i Top Kids.

## Fabuła
Serial opowiada o rodzinie Malusińskich. Są częścią społeczeństwa bardzo małych istot ze szpiczastymi uszami, ogonami i wystającymi zębami. Oprócz tego, nie różnią się od człowieka. Żyją w tajemnicy przed ludzkością w zakamarkach domów. W ich istnienie wierzy Łowca, naukowiec, który za wszelką cenę próbuje to udowodnić, choć sam nigdy ich nie widział. Kiedy są w tarapatach, z kłopotów ratuje ich Duży Henry – chłopiec, który jako jedyny wie o ich istnieniu i ukrywa ich przed rodzicami.

## Postacie
- Duży Henry – chłopiec, który wie, gdzie mieszkają Malusińscy.
- William Malusiński – głowa rodziny, zięć Dziadka Malusińskiego, tata Toma i Lucy. Wujek Dinkiego.
- Helen Malusińska – żona Williama Malusińskiego, córka Dziadka Malusińskiego, mama Toma i Lucy. Ciocia Dinkiego.
- Dziadek Malusiński – ojciec Helen, teść Williama i dziadek Toma, Dinkiego i Lucy. Uwielbia się drażnić z Dinkym.
- Dinky – kuzyn Toma i Lucy, chętnie bierze udział w misjach. Jest gapowaty, gdy coś spapra.
- Tom – syn Williama i Helen Malusińskich, brat Lucy.
- Lucy – córka Williama i Helen Malusińskich, siostra Toma.
- Żółw Śmig – żółw Henry’ego.
- Łowca – doktor. Chce za wszelką cenę złapać Malusińskich i zdobyć władzę nad światem.
- Piterson – asystent Doktora Łowcy.
- Achli – kuzyn Toma, Lucy i Dinkiego.

## Wersja polska
Wersja polska: Master Film na zlecenie TVN

Reżyseria: Miriam Aleksandrowicz

Dialogi:
- Krystyna Kotecka (odc. 1, 3, 5, 7, 9, 11, 13, 15-16, 19-20, 23-24),
- Elżbieta Włodarczyk (odc. 2, 4, 6, 8, 10, 12, 14, 17-18, 21-22, 25-26)

Dźwięk:
- Ewa Kwapińska (odc. 1, 3, 5, 7-10, 12-13, 20, 22-26),
- Monika Jabłkowska (odc. 2, 4, 6),
- Marcin Ejsmund (odc. 11, 14-19, 21)

Montaż: Krzysztof Podolski

Kierownik produkcji: Agnieszka Wiśniowska

Wystąpili:
- Olga Bończyk – Helen
- Jacek Czyż – Dziadek
- Jarosław Domin – Tom
- Krystyna Kozanecka – Lucy
- Jacek Sołtysiak – Dinky
- Brygida Turowska – Henry
- Piotr Zelt – William
- Agata Gawrońska – Achli

oraz
- Elżbieta Bednarek
- Agnieszka Matysiak
- Jerzy Mazur
- Janusz Wituch
- Beata Bandurska
- Maciej Czapski
- Małgorzata Drozd
- Tomasz Jarosz
- Iwona Rulewicz
- Katarzyna Skarżanka
- Wojciech Szymański
- Aleksander Wysocki
- Anna Apostolakis
- Robert Więckiewicz
- Beata Łuczak
- Mirosława Nyckowska
- Cezary Kwieciński
- Michał Kowalski
- Andrzej Gawroński
- Małgorzata Puzio
- Katarzyna Żak
- Paweł Szczesny
- Arkadiusz Jakubik

Lektor: Maciej Czapski

## Odcinki
- Serial składa się z 3 serii.
- Serial liczy 29 odcinków, z czego Jetix Play emitował 26 i w kolejności podanej poniżej.
- Wcześniej można go było oglądać w telewizji TVN i Fox Kids oraz w wersji lektorskiej (w roli lektora wystąpił: Jaromir Sosnowski) w TVP3 i Jetix Play.
- Serial też był wydawany w serii Bajkowy kogel-mogel na kasetach VHS pod nazwą Liliputy w wersji z polskim lektorem, którym był Henryk Pijanowski.

### Spis odcinków
| Nr (Jetix Play) | Nr (USA) | Polski tytuł                     | Angielski tytuł                 |
| --------------- | -------- | -------------------------------- | ------------------------------- |
| 1               | 1        | Strzeżcie się łowcy!             | Beware of Hunter!               |
| 2               | 2        | Zaginione miasto                 | The Lost City of The Littles    |
| 3               | 3        | Wielki strach                    | The Big Scare                   |
| 4               | 4        | Światła, kamery… Malusiński!     | Lights…Camera…Littles!          |
| 5               | 5        | Przyjazne duszki                 | Spirits of The Night            |
| 6               | 6        | Zwycięzca                        | The Little Winner               |
| 7               | 7        | Duże lekarstwo na małą chorobę   | A Big Cure For A Little Illness |
| 8               | 8        | Inwazja szczurów                 | The Rats Are Coming!            |
| 9               | 9        | Mała dobra wróżka                | A Little Fairy Tale             |
| 10              | 10       | Recepta na katastrofę            | Prescription For Disaster       |
| 11              | 11       | Mali skauci                      | The Little Scouts               |
| 12              | 12       | Małe złoto, wielki kłopot        | A Little Gold…A Lot of Trouble  |
| 13              | 13       | Złowieszcza pizza Dinky’ego      | Dinky’s Doomsday Pizza          |
| 20              | 14       | Poszukiwana Babcia Malusińska    | Looking For Grandma Little      |
| 16              | 15       | Liczy się każdy głos             | Every Little Vote Counts        |
| 23              | 16       | Wizyta na wsi                    | The Forest Littles              |
| 18              | 17       | Halloween Malusińskich           | The Littles’ Halloween          |
| 15              | 18       | Opiekunowie do dziecka           | The Little Babysitters          |
| 19              | 19       | Odrobina Rock ’n’ Rolla          | A Little Rock and Roll          |
| 22              | 20       | Królowa Amazońskich Malusińskich | The Little Amazon Queen         |
| 14              | 21       | Maciupińscy                      | The Little Girl Who Could       |
| –               | 22       |                                  | Deadly Jewels                   |
| –               | 23       |                                  | The Wrong Stuff                 |
| 24              | 24       | Kiedy Irlandzkie oczy się śmieją | When Irish Eyes Are Smiling     |
| 26              | 25       | Ben Dinky                        | Ben Dinky                       |
| 17              | 26       | Ptaki                            | For the Birds                   |
| 21              | 27       | Bliźniaki                        | The Twins                       |
| 25              | 28       | Tut drugi                        | Tut the Second                  |
| –               | 29       |                                  | Just a Little Drunk             |